# Cotton-Gletscher
Der Cotton-Gletscher ist ein Gletscher im ostantarktischen Viktorialand. Er fließt entlang der Südflanke der Clare Range in östlicher Richtung zwischen dem Sperm Bluff und dem Queer Mountain.
Die geologische Westgruppe unter der Leitung des britischen Geografen Thomas Griffith Taylor entdeckte den Gletscher bei der Terra-Nova-Expedition (1910–1913). Taylor benannte ihn nach dem australischen Geologen Leo Arthur Cotton (1883–1963), Teilnehmer der Nimrod-Expedition (1907–1909) unter der Leitung des britischen Polarforschers Ernest Shackleton.